# Deborreides febrettina
Deborreides febrettina är en fjärilsart som beskrevs av Jean Bourgogne 1965. Deborreides febrettina ingår i släktet Deborreides och familjen säckspinnare. Inga underarter finns listade i Catalogue of Life.